# Mycterodus immaculatus
Mycterodus immaculatus är en insektsart som först beskrevs av Fabricius 1794.  Mycterodus immaculatus ingår i släktet Mycterodus och familjen sköldstritar.
Artens utbredningsområde är Frankrike. Inga underarter finns listade i Catalogue of Life.